# Yasuhisa Hara
Yasuhisa Hara (原 泰久, Yasuhisa Hara), né le 9 juin 1975 à Kiyama dans la préfecture de Saga au Japon, est un artiste mangaka japonais. Il est le créateur de la série de mangas Kingdom.
Sa série Kingdom est l'un des mangas les plus vendus de l'histoire, avec plus de 100 millions d'exemplaires de tankōbon vendus dans le monde. Yasuhisa Hara remporte en 2013 le Grand Prix du 17e Prix culturel Osamu-Tezuka pour son œuvre Kingdom.

## Biographie

### Jeunesse et formation
Yasuhisa Hara naît en 1975 dans la ville de Kiyama dans la préfecture de Saga. Il y fréquente le lycée Tomeikan. Il sera plus tard nommé premier ambassadeur de sa ville natale,.
Il s'inscrit pour ses études supérieures à l'Institut de Design de Kyushu. Il y obtient sa licence en 1998 et sa maîtrise en 2000. Il s'était inscrit à l'université avec l'intention de devenir réalisateur de cinéma, mais il apprend qu'il est difficile de gagner sa vie dans l'industrie cinématographique. En troisième année d'université, il décide de devenir mangaka car il sait déjà tout réaliser seul en écrivant les scénarios et en dessinant,.
Pendant ses années à l'université, Yasuhisa Hara dessine beaucoup de storyboards mais n'a pas encore dessiné de manga. En 1997, il soumet son premier ouvrage, La théorie de la dégénérescence d'Ueda-kun, qui remporte le prix d'anticipation lors de la 36e édition des Tetsuya Chiba Awards du Young Magazine. En 1999, son œuvre Ousamatsu remporte le deuxième grand prix aux 40e Tetsuya Chiba Awards. Il est orienté vers un rédacteur en chef du Young Magazine, qui publie plusieurs de ses histoires uniques, mais ses réalisations ne sont pas évoquées lors des réunions d'organisation des séries. À ce moment-là, Yasuhisa Hara renonce à devenir dessinateur de manga,.

### Débuts professionnels
En 2000, Yasuhisa Hara accepte un emploi d'ingénieur système chez Fujitsu, où il travaille pendant trois ans. Pendant son passage dans l'entreprise, il acquiert de l'expérience sur le fonctionnement des équipes ainsi que sur les difficultés rencontrées, comme lorsque son supérieur a quitté l'entreprise et qu'il a dû le remplacer. Il finit par faire perdre de l'argent à l'entreprise, mais ses patrons et ses supérieurs le protègent. Selon Yasuhisa Hara, le temps qu'il a passé chez Fujitsu a été crucial pour le développement de  Kingdom,,.
À cette époque, il est fasciné par Shiji (les Mémoires du Grand Historien) qu'il commence à lire pour ses études. C'est l'origine de la création du Kingdom.

### Mangaka
Yasuhisa Hara remporte le prix d'Encouragement au 23e Grand Prix Young Jump Manga pour son manga one-shot, Ha to Sen.
En 2005, il rejoint Weekly Young Jump en tant que mangaka pour créer la série Kingdom. Pendant plusieurs mois, il travaille comme assistant de Takehiko Inoue, ce qui, selon Yasuhisa Hara, est une expérience très enrichissante,.
Sa série Kingdom commence à paraître en 2006 dans la revue Weekly Young Jump. Au début, la série a du mal à conquérir sa popularité et risque d'être abandonnée. Yasuhisa Hara demande conseil à Takehiko Inoue, qui lui répond que « L'histoire est intéressante, c'est juste que les yeux de Shin sont trop petits ». Avec seulement ces quelques mots de Takehiko Inoue, Yasuhisa Hara se rend compte que jusque là son travail met davantage l'accent sur l'histoire que sur les illustrations, et il ajuste en conséquence le style artistique de Kingdom,,.
Cette série Kingdom devient en 2012 le détenteur du record du monde Guinness du « manga écrit par le plus grand nombre de personnes ». Au total, 1 087 personnes participent à la campagne visant à redessiner le 26e volume de Kingdom. Les mangakas notables qui participent à cette campagne comprennent notamment Takihiko Inoue, Eiichiro Oda, Masashi Kishimoto et Hirohiko Araki.
Se situant en Chine pendant la période des Royaumes combattants, la saga historique Kingdom met en scène un héros qui veut devenir le plus grand général du monde, et un jeune prince qui deviendra le premier empereur de la dynastie Qin, dans la Chine détruite par la guerre.
Yasuhisa Hara remporte en 2013 le Grand Prix du 17e Prix culturel Tezuka Osamu pour son œuvre Kingdom.
En novembre 2023, avec la sortie de son 70e volume, Kingdom dépasse les 100 millions d'exemplaires édités.

### Vie personnelle
Yasuhisa Hara se marie en 2006 et a trois enfants. En août 2020, Ruriko Kojima déclare lors d'une émission de radio qu'elle est actuellement en couple avec Hara. En septembre 2020, il confirme sur Twitter qu'il a divorcé en mars de la même année et qu'il avait commis un adultère. En juillet 2021, Kojima révèle qu'ils ont rompu.
Le 15 août 2019, Yasuhisa Hara participe à une table ronde avec les showrunners de Game of Thrones, David Benioff et D. B. Weiss. Il révèle qu'il suivait l'émission depuis sa quatrième saison. Dans l'adaptation de Kingdom en film en 2019, Yasuhisa Hara insiste pour que Chengjiao s'inspire de Joffrey Baratheon.

## Récompenses
- 1997 : Prix d'anticipation pour la théorie de la dégénérescence d'Ueda-kun lors de la 36e cérémonie des Tetsuya Chiba Awards[2].
- 1999 : Deuxième grand prix pour Ousamatsu aux 40e Tetsuya Chiba Awards[2].
- 2003 : Prix d'encouragement pour Ha to Sen au 23e Grand Prix Young Jump MANGA[2].
- 2013 : Grand prix pour le Royaume au 17e Prix culturel Tezuka Osamu[2].
- 2017 : Grand prix pour Kingdom aux 1ers Tsutaya Comic Awards[12].

## Œuvres

### Mangas

#### One-shot
- Otomatsu (1999)
- Senshiki (2001)

#### Série Kingdom
- Kingdom (de 2006 à nos jours).
- Kingdom Highlights (Royaume des merveilles), tome 1 (2012).
  - Kongo (2003).
  - Horse and Liquor for 300 Soldiers (Cheval et alcool pour 300 soldats, 2004).
- Kingdom Highlights (Royaume des merveilles), tome 2 (2012).
  - Li Mu (2004).
  - Meng Wu et Chu Zi (2005).

### Œuvres animées
- Kingdom (de 2012 à nos jours).

### Films d'action en direct
- Kingdom (2019) – screenplay[13].
- Kingdom 2: Far and Away (2022) – screenplay[14].
- Kingdom 3: The Flame of Destiny (2023) – screenplay[15].
- Kingdom 4: Return of the Great General (2024) – screenplay[16].